# Karin Büchter
Karin Büchter ist eine deutsche Sozialwissenschaftlerin, Erziehungswissenschaftlerin und Hochschullehrerin, seit 2008 Inhaberin des Lehrstuhls für Berufs- und Betriebspädagogik, Helmut-Schmidt-Universität, Hamburg.

## Leben
Nach dem Studium der Sozialwissenschaften (Diplom) und Erziehungswissenschaften/Erwachsenenbildung (Diplom) an der Universität Oldenburg war sie wissenschaftliche Mitarbeiterin im Institut für Berufs- und Wirtschaftspädagogik im Fachbereich Wirtschaftswissenschaften der Carl-von-Ossietzky Universität Oldenburg und im Institut für Arbeitsmarktforschung und Jugendberufshilfe. Nach der Promotion (Dr. phil.) über „Anthropologisch-sozialhistorische Hintergründe betrieblicher Weiterbildung“ (Fachbereich Pädagogik der Carl-von-Ossietzky Universität Oldenburg) war sie wissenschaftliche Assistentin im Institut für Berufs- und Wirtschaftspädagogik der Fakultät für Erziehungswissenschaft der Universität Hamburg. Nach der Habilitation über „Weiterbildung auf dem Arbeitsmarkt und im Betrieb 1919 bis 1933“ (Fakultät für Erziehungswissenschaft der Universität Hamburg) war sie Professorin für Berufs- und Wirtschaftspädagogik (Fachbereich Wirtschaftswissenschaften der Universität Kassel). Seit 2008 ist sie Professorin für Berufs- und Betriebspädagogik (Fakultät für Geistes- und Sozialwissenschaften der Helmut-Schmidt-Universität). Sie ist Gründungsmitglied und Mitherausgeberin von Berufs- und Wirtschaftspädagogik online (bwp@ www.bwpat.de) sowie Mitherausgeberin und Sprecherin des Kreises der Herausgebenden der Zeitschrift Bildung und Erziehung (BuE).

## Schriften (Auswahl)
- mit Wolfgang Hendrich: Professionalisierung in der betrieblichen Weiterbildung. Anspruch und Realität. Theoretische Ansätze und empirische Ergebnisse. München 1996, ISBN 3-87988-190-1.
- Betriebliche Weiterbildung. Anthropologisch-sozialhistorische Hintergründe. München 1997, ISBN 3-87988-223-1.
- mit Gerhard Christe und Bernd Jankofsky: Klein- und Mittelbetriebe im Strukturwandel. Studie zur Beschäftigung und Qualifikation in den Regionen Ostfriesland und Wesermarsch (IWAQ-Studie). Oldenburg 1998, ISBN 3-9804984-3-3.
- Weiterbildung für den Arbeitsmarkt und im Betrieb 1919–1933. Hintergründe, Kontexte, Formen und Funktionen. Hamburg 2010, ISBN 978-3-86818-011-4.
- mit Thomas Höhne: Berufs- und Weiterbildung unter Druck. Ökonomisierungsprozesse in Arbeit, Beruf und Qualifizierung. Weinheim 2021, ISBN 978-3-7799-6305-9.
- mit Lutz Bellmann u. a. (Hrsg.): Schlüsselthemen der beruflichen Bildung in Deutschland. Ein historischer Überblick zu wichtigen Debatten und zentralen Forschungsfeldern. Bielefeld 2021, ISBN 978-3-8474-2952-4.